# Shinako Tsuchiya
Shinako Tsuchiya (土屋品子?, Tsuchiya Shinako; Minato, 9 febbraio 1952) è una politica giapponese, membro del Partito Liberal Democratico e ministra della ricostruzione dal 2023 al 2024.

## Biografia
Nata a Minato, uno dei quartieri speciali di Tokio, il 9 febbraio del 1952, figlia di Yoshihiko Tsuchiya, governatore della prefettura di Saitama, Shinako Tsuchiya ha conseguito una laurea in storia e sociologia all'Università del Sacro Cuore a Tokio.
Entra in politica e viene eletta per la prima volta nel 1996 come rappresentante nell'allora prefettura governata dal padre. Entra poi come indipendente alla Dieta Nazionale, venendo rieletta nel 2000. Nel 2002 è nominata segretaria parlamentare degli affari esteri del governo di Koizumi.
È eletta altre due volte, nel 2003 e nel 2005, non più come indipendente ma come membro del Partito Liberal Democratico. Nel 2006 viene nominata ministra dell'ambiente nel primo governo di Shinzō Abe.
Non viene eletta nel 2009. È invece designata tre anni dopo come membro della Camera dei rappresentanti, così come nel 2014.
Nell'agosto del 2016 viene scelta come capo della commissione del partito per promuovere l'avanzamento delle donne all'interno del partito stesso.
È nuovamente eletta nel 2017 e nel 2021.
A seguito di un rimpasto di governo, nel settembre 2023 il primo ministro Fumio Kishida la nomina ministra della ricostruzione.